# Lorentsos Mavilēs
Lorentsos Mavilēs (en griego: Λορέντζος Μαβίλης; 6 de septiembre de 1860 – 28 de noviembre de 1912) fue un poeta griego y creador de problemas de ajedrez. Actualmente es muy conocido por sus sonetos.

## Biografía
Nació en Ítaca, siendo de origen español. Su abuelo fue cónsul de España en Corfú. Estudió Filología y Filosofía en Alemania y empezó a componer poemas y problemas de ajedrez (el ajedrez era su otra pasión, aparte de la poesía).
Fue un gran partidario de la Gran Idea. En 1896, se unió a la revuelta de Creta contra el mandato otomano y, en 1897, durante la Guerra greco-turca, participó en los combates con un grupo de voluntarios de Corfú.
En 1909, apoyó el Golpe de Estado de Goudi y en 1910 fue elegido como miembro del Parlamento griego por Corfú. Como un parlamentario, tomó parte en la disputa sobre la Cuestión lingüística griega, defendiendo el uso del Griego demótico contra el Katharévousa.
Con el estallido de las Guerras de los Balcanes en 1912, a pesar de su avanzada edad (52), decidió unirse al ejército. Se convirtió en el jefe de un grupo de Garibaldini voluntarios de Italia, pero el 28 de noviembre de 1912 murió en combate durante una batalla cerca de Ioánina, donde está enterrado.